# Joan Manuel Margalef i Ayet
Joan Manuel Margalef i Ayet (Benissanet, Ribera d'Ebre, 19 de novembre de 1970) és un instrumentista de trombó i fiscorn, compositor de sardanes i actual segon fiscorn de la cobla La Principal de la Bisbal.
Començà els estudis musicals als 9 anys amb Josep Serra i Castellví. Als 15 anys guanyà el primer Premi "Manuel Nieto" com a instrumentista de trombó. Tocà a la Banda de Música de Benissanet i amb la Banda Municipal de Tarragona. Als 17 anys es traslladà a Barcelona, on feu d'instrumentista de diverses cobles (Principal de Collblanc, Principal de Barcelona), i tocà amb l'Orquestra del Conservatori de Badalona, la Big Band de Barcelona, la Big Band de l'Aula de Jazz de Barcelona i la Big Band de Sabadell. L'any 1991 s'incorporà a la cobla Orquestra La Selvatana, d'on passà a la Principal de la Bisbal (1999).
En tant que compositor té una quarantena de sardanes, algunes obligades. També compongué dues peces d'estil lliure, per a cobla i percussió: La Batalla de l'Ebre i Pubolenca, guardonades als concursos Ceret-Banyoles dels anys 1998 i 2003, respectivament.